# Coche bungalow

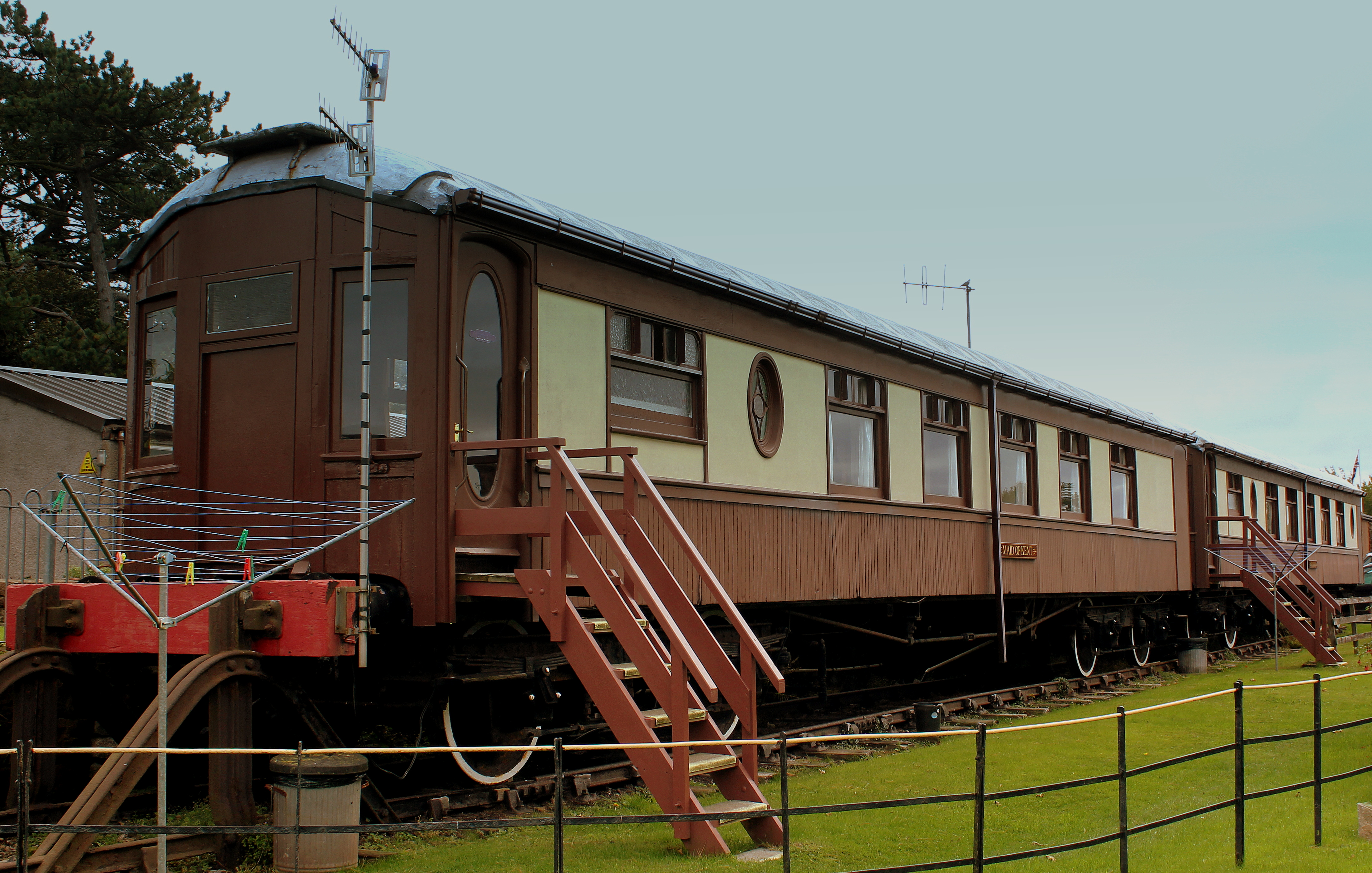
Coches bungalow en Ravenglass

Un coche bungalow (nombre original en inglés: "camping coach"; coche de viajeros de camping o también de campamento o de acampada) era un alojamiento de vacaciones ofrecido por varias empresas ferroviarias en el Reino Unido y en la República de Irlanda desde la década de 1930. Eran coches de pasajeros anticuados que ya no eran adecuados para su uso en el transporte ferroviario, que se reconvirtieron como alojamientos de vacaciones.
Los precios por el uso de estos coches bungalow estaban pensados para incentivar el desplazamiento de grupos de personas en tren hasta las estaciones en las que se encontraban instalados, y también se les animaba a hacer uso del ferrocarril para viajar por la zona durante sus vacaciones.

## Historia
Los coches bungalow fueron introducidos por primera vez por el Ferrocarril de Londres y del Noreste en 1933, cuando colocaron diez de ellos en lugares pintorescos alrededor de su red.
Al año siguiente, otras dos compañías ferroviarias siguieron su ejemplo: el Ferrocarril de Londres, Midland y Escocés, con lo que originalmente llamó "caravanas", y el Great Western Railway que los llamó "coches de camping". En 1935 se introdujeron en el Ferrocarril del Sur.
Al comienzo de la temporada de 1935, había 215 coches en 162 ubicaciones en Gran Bretaña. Demostraron ser populares y su número aumentó constantemente, de modo que en 1939 había 439 coches bungalow en uso, más de la mitad de los cuales habían sido instalados por el Ferrocarril de Londres, Midland y Escocés.
Durante la Segunda Guerra Mundial, los coches generalmente no estuvieron disponibles para el público después de 1940, ya que varias autoridades los usaban como alojamiento de emergencia. Hacia el final de la guerra, la mayoría de los coches necesitaban renovación antes de que pudieran volver a ser utilizados públicamente, y solo el Ferrocarril del Sur hizo este esfuerzo.
Después de la nacionalización de los ferrocarriles, British Rail introdujo una segunda generación de coches caravana a partir de 1952. Estos vehículos eran generalmente más modernos, espaciosos y mejor equipados. A principios de la década de 1960, el parque de caravanas se mejoró con la conversión de algunos coches Pullman sobrantes, y el servicio alcanzó un máximo de 223 vehículos en 1962.
El Plan Beeching puso fin al servicio, dado que se cerraron muchas de las líneas más pequeñas donde a menudo se ubicaban los coches bungalow, que se cerraron y desguazaron. Las últimas caravanas disponibles para el uso público se retiraron al final de la temporada de 1971.
Algunos de los coches bungalow eran conversiones de vehículos que ya no estaban en condiciones de funcionar y permanecían estáticos, en algunos casos "conectados a tierra" (con el tren de rodaje retirado) o en secciones de la vía que no estaban conectadas a una línea operativa. Otros conservaron la capacidad de ser reubicados para ponerse de nuevo en servicio, lo que fue posible debido a la simplicidad del alojamiento  y porque los trenes de rodaje se mantuvieron adecuadamente. Los vehículos sobre raíles que se utilizan hoy en día con fines de alojamiento generalmente no se mantienen de esta manera y ya no cumplen con las normas técnicas y de seguridad ferroviarias vigentes. Pueden adaptarse a una configuración estacionaria con, por ejemplo, conexiones de agua, electricidad y alcantarillado para cumplir con las expectativas modernas de confort, y dicha modificación los hace inadecuados para incorporarse al servicio ferroviario.

## Ferrocarril de Londres y del Noreste

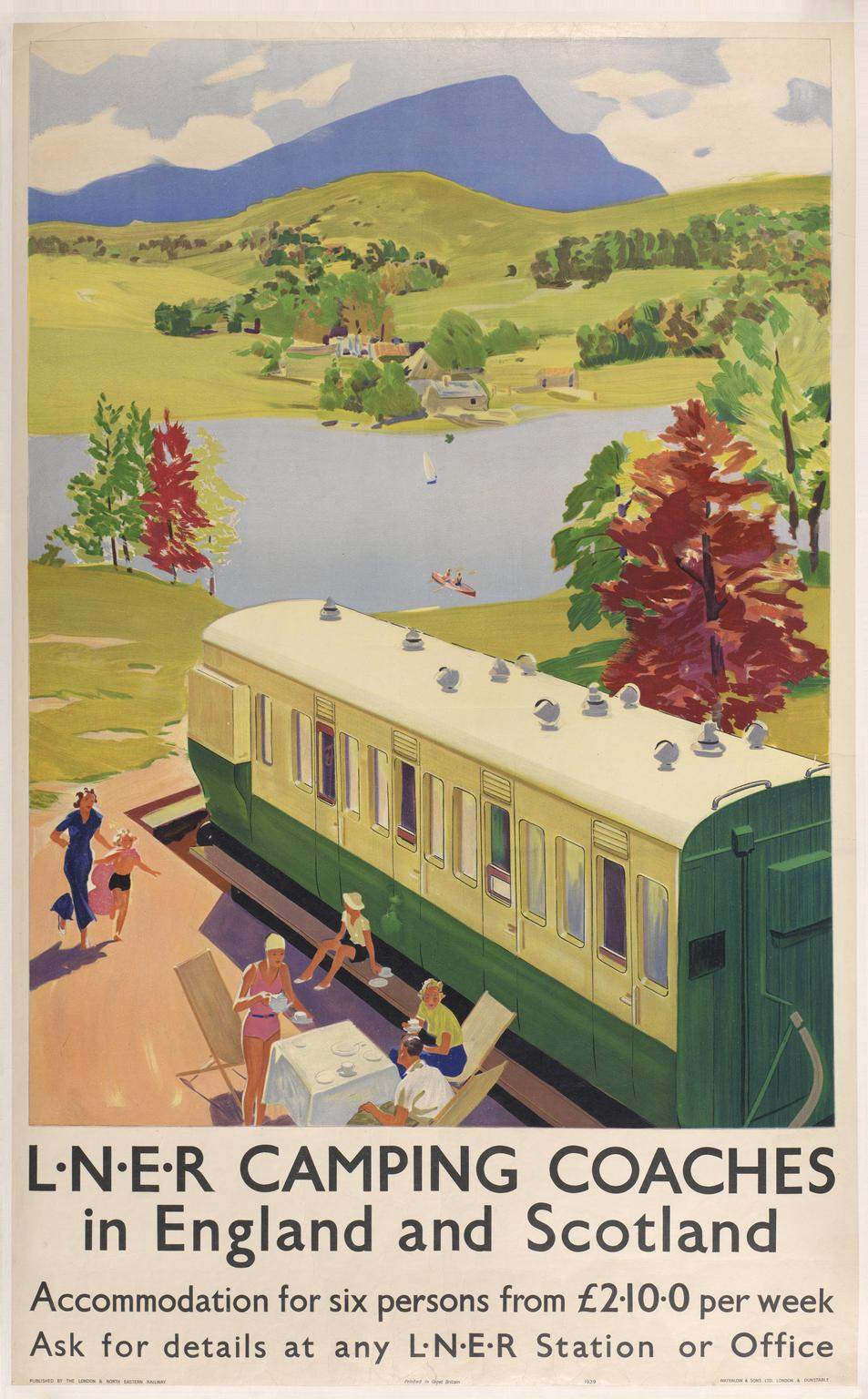
Cartel anunciador de los Coches de Camping del LNER

El Ferrocarril de Londres y del Noreste (LNER) introdujo por primera vez los coches bungalow en 1933, convirtiendo 119 vehículos desde entonces hasta 1938.

### Construcción y diseño
Los vehículos seleccionados para la conversión fueron variados, pero tenían varias características comunes. En su mayoría eran coches de cinco compartimentos y seis ruedas de las décadas de 1880 y 1890. La mayor parte de los accesorios se quitaron de tres de los compartimentos, incluidas las divisiones entre ellos, para formar una sala de estar y un área de cocina. Los dos compartimentos restantes quedaron para uso como dormitorios, quitándoles los respaldos de los asientos para disponer de cuatro literas, y se equiparon con dos literas superiores en uno de los compartimentos, proporcionando dos literas adicionales para un total de seis literas.
El primer lote de 35 coches convertidos para ser usados en 1933 y 1934 carecía de cualquier medio de acceso interior desde la sala de estar a los dormitorios. Pero las conversiones posteriores ya dispusieron de un pasillo interior y los primeros vehículos se modificaron a posteriori en 1936. Se encontró espacio para el pasillo construyendo los extremos de las camas con una bisagra, que podía volverse hacia atrás para permitir el paso por la puerta. Se realizaron otras cuatro conversiones, todas sobre material equipado con bogies. Tres de ellos se convirtieron en coches bungalow de 8 literas para su uso en la costa de Norfolk, y uno se convirtió en el "coche de turismo de camping".
No se proporcionaron servicios de redes de abastecimiento, y se esperaba que los campistas usaran las instalaciones de la estación inmediata para el aseo y para proveerse de agua. Inicialmente se utilizó parafina como combustible tanto para cocinar como para iluminar. Se esperaba que los campistas fueran autosuficientes durante su estadía.
Los coches se hicieron populares de inmediato. Se recibieron 1.773 consultas en un mes, y las diez caravanas estuvieron ocupadas continuamente durante julio, agosto y septiembre.

### Ubicaciones
En las temporadas de 1933 y 1934 era posible reservar un coche de campamento y colocarlo en una estación a elegir en un ramal (con ciertas restricciones), y en algunas circunstancias era posible moverlo durante el curso de la estancia de una estación a otra. Esta práctica se suspendió a partir de 1935, cuando se consideró que las ubicaciones anunciadas de los coches eran fijas para toda la temporada.
En 1933, los coches bungalow estaban ubicados en Alston, Bowes, Glaisdale, Pateley Bridge y Staintondale.
Los cinco coches restantes podían ubicarse en cualquiera de los lugares siguientes:
- Askrigg, Aysgarth o Wensley en el ramal de Hawes del antiguo Ferrocarril del Noreste (NER).
- Cliburn, Kirkby Thore o Warcop en el ramal de Eden Valley del antiguo NER.
- Goathland o Levisham en el Ferrocarril de Whitby y Pickering del antiguo NER.
- Sandsend o Staithes en el Ferrocarril de Whitby, Redcar y Middlesbrough Unión del antiguo NER.
- Whittingham en el ramal de Cornhill del antiguo NER.[9]

En 1934 se ampliaron las opciones. Había disponibles 25 coches más, lo que elevaba el total a 35. El LNER decidió permitir que sus clientes decidieran dónde querían colocar su caravana, entre una gama de 82 estaciones en 29 ramales diferentes en su áreas operativas en Inglaterra y Escocia.
Desde 1935, todos los coches bungalow se anunciaron como si estuvieran en lugares fijos. Por lo general, solo había un coche en cada sitio, ocasionalmente dos y tres únicamente en tres sitios (Robin Hood's Bay, Cloughton y Sandsend East Row). Además, de los lugares enumerados anteriormente, las siguientes estaciones tuvieron uno o más coches de campamento durante al menos una temporada entre 1935 y 1939. Una lista completa con cifras está disponible en McRae (1997):
- Inglaterra: 
Barras, Barrasford, Brampton, Brightlingsea, Carnaby, Castleton, Coltishall, Corton, Coxwold, Dacre, Danby, Dersingham, Flamborough, Forge Valley,[11] Frosterley, Gaisgill, Helmsley, Hopton, Humshaugh, Kettleness, Kirbymoorside, Lealholm, Lowestoft North, Ravenscar, Ravenstonedale, Ripley Valley, Romaldkirk, St John's Chapel, Seacroft, Snettisham, Southminster, Stanhope, Tarset, Theddlethorpe, Thornton Dale, Twizell, Velvet Hall, Wearhead y Woodhall Junction. Los coches de campamento con bogies y 8 literas en la costa de Norfolk estaban ubicados en Mundesley-on-Sea, Overstrand y Trimingham.[9]
- Escocia:
Aberfoyle, Aberlour, Aboyne, Ardlui, Arisaig, Arrochar & Tarbet, Ballater, Banchory, Banavie, Boarhills, Bridge of Orchy, Burnmouth, Calcots, Cambus O'May, Cardrona, Cauldcots, Corpach, Crathes, Crianlarich, Cromdale, Culross, Dandaleith, Dumgoyne, Fountainhall , Garelochhead, Garmouth, Glassaugh, Glenfarg, Glenfinnan, Inverkeilor, Killearn, Kilmany, Locheilside, Luthrie, Morar, Murtle, Portessie, Portsoy, Rannoch, Rhu, Roy Bridge, St Cyrus, Shandon, Spean Bridge, Spey Bay, Sprouston, Tochieneal, Torphins, Torryburn , Tulloch, Tyndrum y Whistlefield.[12]

Algunas de las estaciones habían cerrado al tráfico de pasajeros antes de que los coches de acampada allí se instalaran allí y los ferrocarriles habilitaron medios de transporte alternativos para llevar a los campistas hasta los coches (a veces en autobús desde una estación cercana con personal, o en ocasiones mediante una parada no programada de un tren local).

### Coche de Acampada Turístico
El LNER presentó el Touring Camping Coach en 1935, un servicio que permitía a los campistas realizar un recorrido de 276 millas (444,2 km) a lo largo de una semana por el Parque nacional de Yorkshire Dales desde York. El coche se movía de un lugar a otro por las noches uniéndolo a los servicios de pasajeros programados. Inicialmente, se visitaba Pateley Bridge, Aysgarth, Barnard Castle, Glaisdale y Coxwold. La ruta luego se simplificó, y solo iba a Pateley Bridge, Aysgarth y Glaisdale.
El vehículo era una conversión de un coche sobre bogies de 1905, y tenía una sala de estar/comedor con una pequeña cocina y seis compartimentos para dormir para una persona, un inodoro y un séptimo compartimento que podía usarse como baño, almacén o un compartimento adicional para dormir utilizando una cama plegable de campamento. Al igual que con los coches de campamento estáticos, se contaba con que los campistas se ocuparan de sus propias provisiones. Había que reservar todo el coche para la semana con un mínimo de 6 campistas, y el coste era de 2 £ por persona fuera de temporada y de 2,10 £ durante julio, agosto y septiembre.
Fuera de temporada era posible contratar el coche con diferentes itinerarios.

### Apartamentos de acampada
El LNER convirtió algunos edificios de la estación para usarlos como "Apartamentos de acampada". La idea era similar a la de los coches bungalow, y eran una forma de utilizar los edificios en las estaciones donde se habían retirado los servicios de pasajeros. Inicialmente, en 1935, nueve apartamentos se pusieron a disposición del público en Castle Howard, Clifton Moor (inusualmente, esta estación todavía tenía un servicio de pasajeros), Akeld, Kirknewton, Gullane, Aberlady, Gairlochy, Invergarry y Fort Augustus. Los apartamentos eran principalmente para seis personas, pero algunos podían ofrecer alojamiento a grupos más pequeños.

### Semana de la coronación de 1937
Los coches bungalow se utilizaron durante la semana de la coronación en 1937, cuando se trasladaron cincuenta y dos vehículos al área de Londres para proporcionar alojamiento a las personas que deseaban presenciar la coronación. Los coches estaban ubicados en High Barnet, Totteridge & Whetstone, Woodside Park, Wembley Hill, Sudbury Hill, Loughton, Chigwell Lane, Theydon Bois, Epping, Fairlop, Grange Hill y Harold Wood. Las condiciones de alquiler eran muy similares, y se completaban con seis billetes de ida y vuelta (en el LNER, por supuesto) desde la localidad de origen a Londres, y un precio de alquiler aumentado de 10 libras esterlinas por el coche.

## Ferrocarril de Londres, Midland y Escocés
El Ferrocarril de Londres, Midland y Escocés (LMS) introdujo las caravanas para acampar en 1934, después de haber advertido el éxito de la oferta del LNER. Se convirtieron 42 vehículos para su uso en 1934, que llegaron a alcanzar un total de 232 coches al estallar la Segunda Guerra Mundial.

### Construcción y diseño
El alojamiento proporcionado por el LMS era similar al del LNER, excepto en que el LMS utilizó desde el principio coches de bogies sobrantes que disponían de pasillos.
El LMS planteó sus conversiones de manera un poco diferente en el sentido de que mantuvo tres compartimentos como dormitorios, cada uno con dos camas que se colocaron en el coche, y todavía disponer de una sala de estar/comedor de tamaño razonable. Esto fue posible gracias a la mayor longitud de los coches empleados por el LNER.
Algunos coches de pasajeros más pequeños de 6 ruedas se convirtieron en caravanas de 4 literas para usar en el sistema del Comité de los Condados del Norte en el Ulster. Se adaptó un lote inicial de 8 coches para la temporada de 1935, que llegaron a ser 25 en total antes de la guerra.

### Ubicaciones
El LMS posicionó sus caravanas de diferentes maneras. Algunas se ubicaron individualmente y otras como dos o tres juntas, pero también establecieron "colonias" con concentraciones de numerosos coches bungalow, lo que a veces significaba que era necesario construir instalaciones para los campistas, ya que los vehículos no tenían baños u otras instalaciones esenciales.
Todas las ubicaciones iniciales (número de caravanas entre paréntesis) utilizadas durante 1934 estaban en Inglaterra: Alsop en le Dale (1), Beckford (1), Bolton Abbey (1), Braithwaite (6), Coalport (1), Coniston (3), Hassop (1), Hathersage (2), Heysham (3), Ingleton (3), Knott End (4), Thorpe Cloud (1), Torver (1) y Whalley (1).
Durante los años 1935-1939, se utilizaron las siguientes ubicaciones durante al menos una temporada. McRae (1997) ofrece una lista completa con cifras:
- Inglaterra: 
Alsop en le Dale (1), Bakewell (1), Beckford (1), Blackpool Squires Gate (12-17), Bolton Abbey (1), Bootle (1), Braithwaite (6-8), Braystones (4), Coalport (1), Coniston (3), Darley Dale (1), Edale (2), Grindleford (2), Hassop (1), Hathersage (2), Heysham (3-36), Ingleton (2-4), Knott End (4-5), Lytham (5-13), Malvern Wells (2), Nethertown (6), Thorpe Cloud (1), Torver (1) y Whalley (1).[24]
- Escocia: 
Aberfeldy (1), Abington (1), Allanfearn (1), Alloway (2), Appin (2), Beauly (1), Benderloch (1-2), Biggar (1), Bunchrew (1), Burghead (2), Comrie (1-2), Creagan (1-2), Currie (1), Dalbeattie (1), Dunkeld (1-2), Fortrose (2), Golspie (1), Grantown-on-Spey (2-3), Guay (1), Hopeman (1-3), Kentallen (1-2), Kildary (1), Kincraig (1), Kingussie (1-2), Kyle of Lochalsh (1-2), Lochearnhead (1-2), Lybster (1), Lyne (1), Montrose (1-3), Muchalls (1), Portpatrick (1-2), St Fillans (2), Strathaven(1),[25] Strathyre (1-2) y Stromeferry (1).[24]
- Gales:
Aber (1-4), Abergele (2-3), Bethesda (3-4), Brynkir (1), Conway Morfa (18-30), Dyserth (2), Gronant, cerca de Prestatyn (12), Llanberis (1), Llangammarch Wells (1), Nantclwyd (1), Pont-y-Pant (1-2), Rhuddlan (1), Roman Bridge (2), Talacre (2-9) y Tregarth (2).[24]
- Irlanda del Norte:
Antrim (1), Ballycarry (1), Ballycastle (1-4), Bellarena (1), Castlerock (1-5), Downhill (1-2), Magilligan (1), Port Stewart (1-5)), Toome (1) y Whitehead (1-8).[24]

### Semana de la coronación de 1937
Las caravanas se reubicaron durante la semana de la coronación en 1937, cuando se trasladaron alrededor de cincuenta vehículos al área de Londres para brindar alojamiento a aquellas personas que deseasen presenciar la coronación. En la forma habitual del LMS, se ubicaron en colonias. La localización final de los coches bungalow es incierta, pero se planeó que estuvieran en Watford North Goods Yard, Rickmansworth, Croxley Green y posiblemente St Albans Abbey. El LMS también había previsto proporcionar personal adicional para ayudar a los campistas.

## Great Western Railway

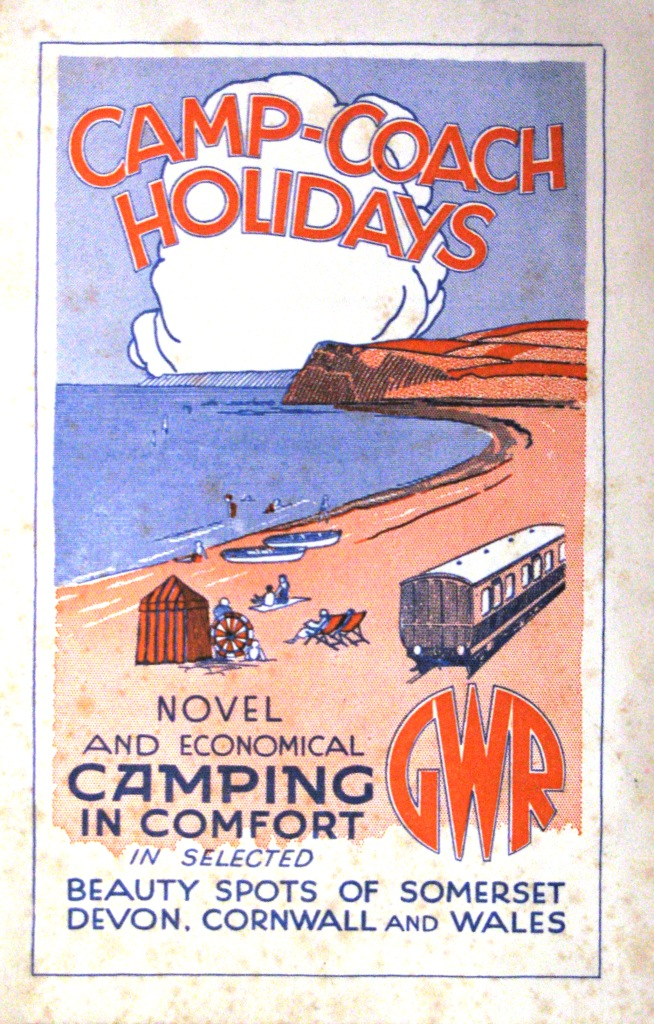
Anuncio del GWR de 1934

De manera similar al LMS, el Great Western Railway (GWR) introdujo su plan de vacaciones en coches de campamento en 1934, después de haber advertido el éxito inicial del plan del LNER. Se convirtieron 19 vehículos para su uso en 1934, alcanzándose un total de 65 coches al estallar la Segunda Guerra Mundial.

### Construcción y diseño
17 de los 19 coches bungalow inicialmente convertidos eran muy similares a los habilitados por el LNER. Eran coches sobrantes de 31 pies (9,4 m) y 6 ruedas, en los que se disponía de dos dormitorios, uno con dos literas y el otro con cuatro, todos atravesando el coche. No había pasillo interno, baño o fontanería alguna. La unidad número 18 fue similar, pero el coche utilizado había sido un vehículo suburbano de cuatro ruedas con un techo más bajo, y el espacio vertical disponible era menor.
En el caso del vehículo 19, la conversión fue diferente, porque se basó en un antiguo coche de deriva de 46 pies 6 pulgadas (14,2 m) de largo. Este coche de campamento tenía diez literas mediante la provisión de un compartimento adicional de cuatro literas.
Se realizaron conversiones posteriores sobre distintos tipos de vehículos de 4, 6 y 8 ruedas, incluidos algunos que se habían construido como coches de gran ancho de vía convertibles, con vistas a la guerra de anchos en el Reino Unido. Esto significó que el GWR podía ofrecer coches de campamento de diferentes tamaños. Se clasificaron en los tipos A, B, C y D:
- Tipo A, 20 en total; tenían 6 literas con la cocina y salón comedor en el centro.
- Tipo B, 18 en total; tenían 6 literas con la cocina y el comedor/sala de estar en un extremo y los dormitorios en el otro.
- Tipo C, 26 en total, tenían 8 literas con la cocina y el comedor/sala de estar en el centro, un dormitorio de 2 literas en un extremo y un compartimento de dos y cuatro literas en el otro.
- El Tipo D era el único coche con 10 literas.[28][29]

Todas las conversiones posteriores, después de 1934, se realizaron con pasillos internos y las literas en el coche. Las conversiones originales dispusieron de un pasillo reacondicionado en 1937.

### Ubicaciones
El GWR instituyó una política de un coche en cada lugar, tratando de obtener un aire de 'privacidad y exclusividad'. Se esperaba que el personal local ayudara a los campistas, brindando asesoramiento y asistencia.
Las ubicaciones de los coches de campamento en 1934 fueron:
- Inglaterra: Ashton, Avonwick, Blue Anchor, Fowey, Gara Bridge, Loddiswell, Lustleigh, Penryn, Princetown y St Agnes.
- Gales: Aberayron, Barmouth Junction, Borth, Bow Street, Dinas Mawddwy, Dyffryn-on-Sea, Llanfyllin, Rhayader y Talsarnau.[32][33]

Los siguientes emplazamientos se utilizaron entre 1935 y 1939. Las listas completas están disponibles en McRae (1997) y Fenton (1999) (que también proporciona muchos más detalles de cada sitio):
- Inglaterra: Abbotsbury, Arley (solo 1938), Ashton, Avonwick, Axbridge, Bampton, Blagdon (la estación había cerrado en 1931, la línea estaba abierta para carga)[34] Blue Anchor, Bourton-on-the-Water, Brent Knoll, Bridport West Bay, Cheddar, Chudleigh (solo 1939), Churston (solo 1939), Congresbury, Dawlish Warren, East Anstey, Fowey, Gara Bridge, Hampton Loade, Ide, Kerne Bridge, Lelant (solo 1939), Linley (solo 1938), Loddiswell, Lodge Hill, Lustleigh, Luxulyan, Marazion, Newent, Penryn, Perranwell, Portesham, Powerstock, Princetown, St Agnes, Stogumber, Thorverton, Tintern, Upwey, Wargrave, Winscombe y Wookey.
- Gales: Aberayron, Aberdovey (solo 1939), Abererch, Afon Wen, Barmouth Junction, Borth, Bow Street, Conwil (solo 1939), Dinas Mawddwy, Dolgelley, Dyffryn-on-Sea, Erwood, Fairbourne, Ferryside, Llanfyllin, Llangollen, Llanilar, Llwyngwril, Manorbier, Newbridge on Wye, Presteign, Rhayader, Saundersfoot (solo 1939), Strata Florida, Talsarnau, Towyn y Trawscoed.[32][33]

### Semana de la coronación de 1937
Los coches bungalow se utilizaron durante la semana de la coronación en 1937, cuando se trasladaron unos ocho vehículos con literas a Henley-on-Thames y Wargrave en el área de Londres, con el fin de proporcionar alojamiento a aquellas personas que deseasen presenciar la coronación. Los coches se alquilaron al doble de la tarifa del alquiler normal para una semana.

## Ferrocarril del Sur
El Ferrocarril del Sur (SR) introdujo coches para acampar desde el verano de 1935. Tenía menos vehículos disponibles en comparación que las demás cuatro grandes compañías, con un total de 24 coches en uso en 1939. Participaron en la provisión de alojamiento para la semana de la coronación ubicando algunos coches bungalow en Tattenham Corner.
El Ferrocarril del Sur restauró las instalaciones de coches para acampar en varios lugares de vacaciones en Devon y Cornualles en 1947. Pudieron usar 21 de los 24 coches originales y convirtieron tres más para reemplazar los tres que se habían perdido durante la guerra.

### Construcción y diseño
Los 24 coches de campamento del Ferrocarril del Sur estaban en dos lotes de 12:
- El primer lote se convirtió a finales de 1934 a partir de coches de seis ruedas de 1887-1897 procedentes del antiguo Ferrocarril de Londres, Chatham y Dover.[35] Eran similares en estilo al segundo lote de coches del LNER, con dos compartimentos para dormir y un pasillo interno. Se diferenciaban en que los compartimentos para dormir estaban diseñados de manera que uno tenía dos literas inferiores y el otro tenía dos literas inferiores con una litera superior, la sexta cama estaba ubicada en la sala de estar.[37] Otras diferencias eran que los coches disponían de agua corriente, alimentada por un depósito de 50 galones imperiales (227,3 L) fijado debajo del coche y equipado con una bomba.[35]
- El segundo lote se convirtió a partir de antiguos coches con bogies de 1936-1938 procedentes del Ferrocarril de Londres y del Suroeste. Estos autocares tenían accesorios similares a los del primer lote y, a pesar de ser más largos, también estaban diseñados para seis personas.[35]

### Ubicaciones
En 1935, el SR ubicó el primer lote de 12 coches bungalow en ocho lugares: Brentor, Bridestowe, Gunnislake, Hurn, Newton Poppleford, Otterham, Umberleigh y Woodbury Road. El SR cobraba £2 10s 0d de abril a junio y £3 10s 0d de julio a septiembre, pero también era necesario que los campistas compraran al menos cuatro billetes mensuales de ida y vuelta para desplazarse a los coches.
En los años siguientes, los coches se ubicaron en los siguientes lugares adicionales durante al menos parte de una temporada. Solamente Hurn se usó únicamente en 1935. Una lista completa está disponible en McRae (1997): Amberley, Ardingly, Bere Ferrers, East Budleigh, East Farleigh, Hinton Admiral, Littleham, Lyndhurst Road, Martin Mill, Newick & Chailey, Newington, Port Isaac Road, Sandling Junction, Selling, South Molton Road y Wool.
En 1938, el SR instituyó una política de trasladar algunos de los coches a mitad de temporada, presumiblemente para ofrecer más opciones a los campistas, pero esta experiencia no se repitió.

## Tiempo de guerra
El gobierno tomó el control de los ferrocarriles durante la Segunda Guerra Mundial, ejerciendo ese control a través del Comité Ejecutivo de Ferrocarriles (REC). El REC gestionó el uso de coches de campamento durante la guerra, determinando inicialmente que deberían estar disponibles cuando las circunstancias requirieran la provisión de alojamientos de emergencia. En 1940, la primera temporada de verano después del comienzo de la guerra, aproximadamente la mitad de los coches de campamento todavía estaban disponibles para el público en general, mientras que alrededor de 200 vehículos se incorporaron al servicio de guerra.
A finales de 1940, el REC determinó que los coches bungalow se mantendrían para albergar al personal ferroviario que se quedó sin hogar por la acción del enemigo o como alojamiento para los trasladados fuera de sus hogares. A pesar de esta decisión, se registraron numerosas solicitudes para el uso de los coches, algunas de las cuales se autorizaron, como con ocasión del plan de recuperación de tierras de Malmesbury en Wiltshire o la construcción del puerto de emergencia en Cairnryan Harbour.

## British Railways
Después de la guerra, los ferrocarriles finalmente recuperaron sus coches bungalow, pero en su mayoría estaban en muy malas condiciones y fueron relegados a tareas departamentales o desechados. Aparte de los coches de campamento del Ferrocarril del Sur, no reaparecieron en la red hasta después de la nacionalización, cuando British Rail (BR) los reintrodujo en el verano de 1952.
Cada región del BR manejó en la práctica su propia oferta de coches de acampada, aunque hubo algo de publicidad en todas las regiones durante los años pico de demanda de coches para acampar.

### Coches de vacaciones Pullman
| Zona                                                                                     | No. de Coches |
| ---------------------------------------------------------------------------------------- | ------------- |
| Región Este                                                                              | 11            |
| Región Londres-Midlands                                                                  | 3(*)          |
| Región Escocesa                                                                          | 12            |
| Región Sur                                                                               | 25            |
| Región Oeste                                                                             | 6             |
| (*): Fueron 4 en total, uno se retiró en 1964 y otro nuevo se introdujo también en 1964. |               |

A principios de la década de 1960, una flota de coches Pullman estuvo disponible cuando las líneas costeras de Kent se electrificaron bajo el Plan de Modernización y Reequipamiento publicado en diciembre de 1954. Entre 1960 y 1964, se convirtieron y distribuyeron un total de 57 coches entre las regiones del BR.
Los coches Pullman reconvertidos disponían de 6 literas distribuidas en tres dormitorios. El dormitorio "principal" al final del pasillo ocupaba todo el ancho del coche y tenía dos camas individuales a cada lado de la habitación. A los otros dos dormitorios se accedía desde el pasillo, pero eran más estrechos debido al propio pasillo, y estaban provistos de literas. Algunas de las cocinas y salas de estar tenían todo el ancho, pero en otros casos tenían un pasillo lateral que las restringía.
Los coches se distribuyeron de acuerdo con la tabla que figura a la derecha.
Las ubicaciones y los números correspondientes a los coches Pullman se incluyen en los detalles que figuran a continuación, excepto donde se indique que no es así.

### Región Nororiental
La Región Noreste (NER) tuvo coches de campamento disponibles desde 1952 hasta 1964. Se realizó un lote inicial de 15 conversiones de coches de 6 literas en York a tiempo para el verano de 1952. Se emplearon antiguos coches del GER de 54 pies (16,5 m) de largo y 10 compartimentos de tercera clase. Sus ubicaciones iniciales en 1952 y 1953 no están confirmadas. Se realizaron otras cinco conversiones también en coches de 6 literas sin pasillo para la temporada de 1954, basadas en los anteriores coches de freno suburbanos de 54 pies (16,5 m) de largo del GER.
En 1954 los 20 coches estaban situados en (número de coches en 1954 entre paréntesis): Bolton Abbey (1), Cloughton (2), Goathland (1), Kettleness (1), Ravenscar (2), Robin Hood's Bay (3), Sandsend (3), Sandsend East Row (3), Scalby (2), Stainton Dale (1) y Staithes (1). Los coches permanecieron prácticamente en los mismos lugares en todo momento, los sitios de Sandsend, Kettleness y Staithes cerraron después de la temporada de 1958, cuando se clausuró la línea de Loftus a Whitby (West Cliff). La estación de Cloughton ganó un coche y se dispusieron nuevos emplazamientos en 1959 en Grosmont (2), Hornsea (2), Newbiggin-by-the-Sea (1) y Ruswarp (1).
Se realizaron dos conversiones más para la Región Noreste, que comprendían dos antiguos coches del GCR de 60 pies (18,3 m) de largo y cada uno se convirtió en dos coches de camping de 4 literas, cada uno con acceso desde un extremo del vehículo. Estos dos últimos vehículos se describieron en la literatura como dos coches de campamento, lo que generó cierta confusión en la cantidad de coches y probablemente estuvieron disponibles desde 1956. Uno estaba ubicado en Robin Hood's Bay y el otro en Scalby.
Los coches de Robin Hood's Bay y Scalby fueron los únicos coches fuera de la Región Sur que recibieron suministro de electricidad.

#### Casas rurales
Después de la guerra, el NER reutilizó cuatro de los antiguos apartamentos del LNER, cambiando su nombre a Camping Cottages. Estaban en Castle Howard, Clifton Moor, Akeld y Kirknewton. El NER proporcionó alojamiento adicional en edificios adaptados en otras ocho estaciones en Allendale, Staward (ambas solo durante unos años hasta que cerró la sucursal de Hexham), Brinkburn, Middleton-in-Teesdale, Ampleforth, Hampsthwaite, Hayburn Wyke y Scalby, que complementaron a los coches bungalow situados allí. Los edificios se mantuvieron en uso hasta la década de 1960 y se cerraron cuando se retiraron los servicios de coches de campamento de esas líneas.

### Región Oriental
La Región Este (ER) tuvo coches de acampada disponibles desde 1952 hasta 1965. Se realizó un lote inicial de 10 conversiones de coches de 6 literas en Doncaster a tiempo para el verano de 1952. Los coches originales tenían 54 pies (16,5 m) de largo y habían pertenecido desde hacía mucho tiempo al GER. Eran una mezcla de coche de tercera clase de 10 compartimentos y de tercera clase suburbano sin pasillo. Entre 1952 y 1954 estos coches (número de coches entre paréntesis) estuvieron ubicados en: Corton (1), Felixstowe Pier (2), Hopton-on-Sea (1), Lowestoft North (1), Mundesley-on-Sea (2 en 1952, luego 4), Oulton Broad South (1) y Overstrand (2 en 1952 solamente).
Otras 5 conversiones de antiguos coches del GER de 54 pies (16,5 m) de largo se completaron a tiempo para la temporada de 1955. Se colocaron en lugares ya utilizados, de modo que Corton ahora tenía 2, Felixstowe Pier 4, Hopton-on-Sea 2 y Oulton Broad South 2. Las cantidades de coches asignados permanecieron así hasta 1959, cuando se pusieron a disposición 6 conversiones adicionales, 5 de ellas eran coches del GNR de 61 pies 6 pulgadas (18,7 m), y la sexta era un coche algo más corto (de 53 pies 6 pulgadas (16,3 m)). Los 6 coches bungalow estaban situados en Mundesley-on-Sea para 1959.
El ER colocó su asignación de cuatro coches Pullman en 1960 en nuevas ubicaciones: 3 se enviaron a Felixstowe Town y uno a Heacham. Posteriormente, se comenzó a reemplazar los coches de campamento "normales" por coches Pullman a medida que estuvieron disponibles. En su última temporada de 1965, solo faltaban por sustituir nueve vehículos.

### Región Londres Midland
La Región Londres Midland (LMR) tuvo coches de campamento disponibles desde 1952 hasta 1971. Se completaron dos lotes iniciales, cada uno de 12 conversiones de coches de 6 literas (un lote para los Talleres de Derby y el otro para los de Wolverton), y estuvieron a tiempo para el verano de 1952. Los coches originales de 1906-1920, medían 57 pies (17,4 m) de largo, y procedían en su mayoría del LNWR. La ubicación de estos coches iniciales es incierta para los años 1952 y 1953.
Había disponible un lote adicional de 17 conversiones similares para la temporada de 1954, y los 41 coches ofrecidos en ese momento estaban en (número de coches entre paréntesis): Aber (1), Abergele (8), Bakewell (1), Bassenthwaite Lake (1), Squires Gate (15), Brynkir (1), Coniston (2), Edale (1), Embleton (2), Glan Conwy (1), Grange-over-Sands (2), Hathersage (1), Llanberis (2), Pont-y-Pant (1), Roman Bridge (1) y Thorpe Cloud (1).
Durante el período de 1955 a 1959, los emplazamientos y la cantidad de coches en cada lugar variaron. Algunos dejaron de usarse y otros ecibieron coches por primera vez. Aproximadamente otros 10 coches se convirtieron y es probable que algunos se retirasen, por lo que la imagen en 1959 sería la siguiente: Aber (1), Abergele (9), Bakewell (1), Bassenthwaite Lake (1), Betws-y-Coed (1), Squires Gate (15), Braithwaite (1), Darley Dale (1), Glan Conwy (1), Grange-over-Sands (2), Lakeside (2), Llanberis (1), Ravenglass (2), Rhuddlan (4), Seascale (1) y Silloth (4). En 1960 se incorporaron otros dos lugares: Hest Bank (4-5) y Llanfairfechan (1).
En 1963, un cambio de límites de las regiones del BR transfirió la Línea Costera de Cambria del WR al LMR y los coches ubicados allí quedaron bajo el control de la LMR. Los coches existentes fueron reemplazados por vehículos del LMR a partir de 1965, y estaban ubicados en: Aberdovey (3), Barmouth Junction (2), Borth (1), Fairbourne (1) y Llwyngwril (1).
El LMR instaló gas en los coches para calefacción, iluminación y cocina. Aunque esto no estaba incluido en el costo del alquiler, estaba disponible localmente generalmente a través del jefe de estación, a un coseo moderado.

### Región Escocesa
La Región Escocesa (ScR) heredó sitios tanto del LMS como del LNER, y tuvo hasta 47 coches disponibles desde 1952 hasta 1969. Los coches convertidos se fueron recibiendo en lotes. El primer lote de 10 conversiones, realizado en St Rollox en 1952, era similar a las conversiones del LMR realizadas entre 1906 y 1915. La mayoría de las conversiones restantes, realizadas entre 1953 y 1957, se realizaron anteriormente por lo general a partir de coches de 57 pies (17,4 m) de largo del Ferrocarril de Caledonia, aunque hubo algunas conversiones de coches más cortos.
Todas fueron conversiones de coches de 6 literas y se ubicaron principalmente de forma individual a medida que estuvieron disponibles. En 1952 solo se habilitaron 10, alcanzándose un pico de 47 en 1962, cuando se ubicaron en: Aberfeldy, Aberlady, Allanfearn, Appin, Arisaig, Barnhill, Benderloch , Burghead, Callander, Carnoustie, Carr Bridge, Comrie, Corpach, Creagan, Elie, Fairlie High, Glenfinnan, Golspie, Grantown-on-Spey, Gullane, Inverkip, Kentallen, Killiecrankie, Killin, Kingussie, Lochailhort, Lundin Links, Monifieth, Morar, North Berwick, Plockton, Portessie, Portsoy, Roy Bridge, St Cyrus, St. Monance, Spean Bridge, Strathyre, Strome Ferry, Tyndrum Lower y Wemyss Bay.
Se utilizaron otros sitios, incluidos: Aberdour (solo en 1957), Aberlour (1954-1955), Aboyne (1954-1960), Ardlui (1964-1966), Arrochar & Tarbet (1964-1969), Cardross (solo en 1964), Cromdale (1954-1955), Eddleston (1952-1961), Fortrose (1953-1959), Fountainhall (1958-1960), Garelochhead (1964-1967), Kinghorn (solo en 1964), Loch Awe (1952-1960), Lochmaben (1956-1961) , Newtonmore (1964-1967), Rhu (1954-1956), St Combs (1956-1959) y West Kilbride (1954-1957 y 1964-1967).
Hasta 1962, el ScR devolvió la mayoría de sus coches al final de cada temporada a St Rollox para su renovación, y después se trasladaban a tres lugares para su almacenamiento durante el invierno: el antiguo cobertizo de coches en Aviemore; los apartaderos de coches de Sighthill en Glasgow; y en Ballater. En 1963 se instituyó un sistema de inspección y mantenimiento in situ con el fin de reducir el número de movimientos de coches, y a partir de entonces se fueron retirando del servicio gradualmente a medida que su uso lo hacía aconsejable.
Si bien el sistema de alquiler era el mismo en el ScR que en otros lugares, había un cargo por el alquiler de los coches más un número mínimo de billetes de regreso a la ubicación del coches, permitiéndose solicitar una serie de semanas al comienzo y al final de la temporada, cuando los empleados ferroviarios podrían usar sus pases de viaje en condiciones más favorables.

#### Apartamentos de acampada
El ScR también continuó con el plan de apartamentos de acampada del LNER, que incluía el uso de dos de los apartamentos originales en Aberlady y Gullane. Además, se ofrecieron otros apartamentos en: Cairneyhill, Culross, Torryburn, Kilmany, Whitehouse, Old Meldrum, Lochearnhead (el único lugar que era una antigua estación del LMS), Macduff y Banchory (¡la única que tenía servicio de tren de pasajeros!).

### Región Sur
La Región Sur (SR) tuvo coches de campamento disponibles desde 1948 hasta 1967. El Ferrocarril del Sur había sido la única empresa anterior a la nacionalización que los reintrodujo después de la guerra (véase más arriba). Los primeros días de la nacionalización, entre 1948 y 1953, vieron al SR continuar usando el parque de coches bungalow de antes de la guerra, junto con los tres reemplazos. Se desconoce dónde estaban ubicados, pero hubo algunos situados en las siguientes estaciones durante al menos un año: Corfe Castle, East Budleigh, Hinton Admiral, Newton Poppleford, Otterham, Port Isaac Road, Tipton St Johns, Umberleigh, Whitstone and Bridgerule, Woodbury Road y Wrafton.
El SR convirtió dos coches más en 1948 y luego un lote adicional de 10 en 1953, principalmente a partir del coches de 56 pies (17,1 m) de largo procedentes del antiguo LSWR, dando un máximo de 36 (más los tres perdidos durante los años de la guerra). Los coches de 6 ruedas de antes de la guerra se retiraron al final de la temporada de 1953, cuando fueron reemplazados por los del nuevo lote.
Además de los primeros sitios, el SR tuvo coches bungalow ubicados, durante al menos un año, en: Amberley, Bere Ferrers, Combpyne, Littleham, Lyndhurst Road, Martin Mill, Sandling for Hythe, Sway, Wool y Yalding.
El SR aprovechó al máximo los coches de vacaciones Pullman posteriores para reemplazar gradualmente las unidades más antiguas, y los introdujo en algunos sitios nuevos como Birchington-on-Sea, Bosham y Walmer.

### Región Oeste

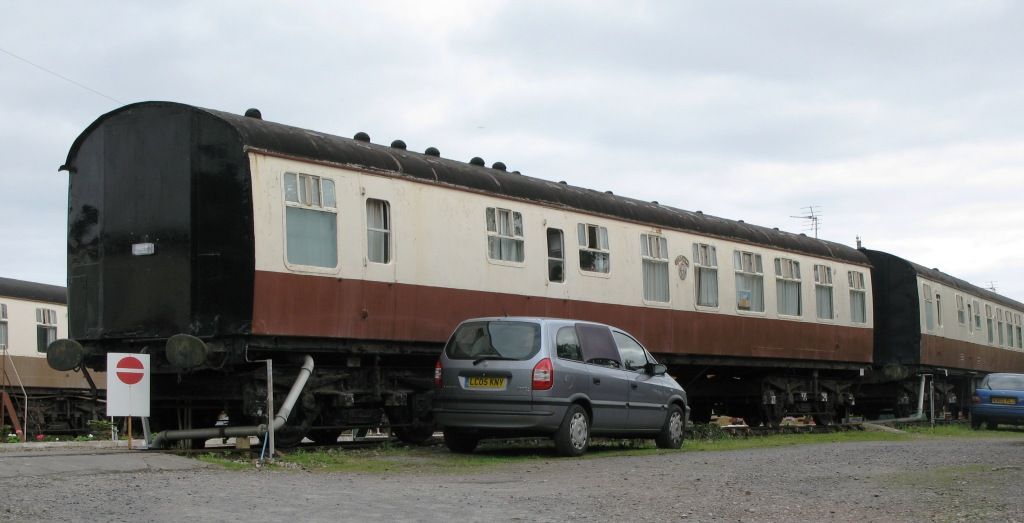
Coches de acampada en

La Región Oeste (WR) tuvo coches de acampada disponibles desde 1952 hasta 1964. Un lote inicial de 30 conversiones de coches de 8 literas se completó en el verano de 1952. Los coches originales eran de bogies, en su mayoría de alrededor de 56 pies (17,1 m) de largo, y databan de  de 1900-1922.
La distribución de los vehículos contaba con una cocina en un extremo; luego una partición parcial a una sala de estar/comedor (ambos de ancho completo); y a continuación un pasillo que conducía a tres dormitorios con camas dispuestas en el vehículo (uno de 4 literas y dos camarotes de 2 literas). Una de las camas del camarote de 4 literas era móvil y se podía colocar en otro lugar.
Este lote inicial se ubicó individualmente en 1952 en:
- Inglaterra: Ashton, Avonwick, Bampton, Blue Anchor, Cheddar, Congresbury, Dawlish Warren, East Anstey, Fowey, Kerne Bridge, Loddiswell, Lodge Hill, Lustleigh, Luxulyan, Marazion, Perranwell, St Agnes, Stogumber, Wells[74] y Winscombe.
- Gales: Aberayron, Aberdovey, Abererch, Borth, Bow Street, Dolgelly, Ferryside, Llanilar, Manorbier y Talsarnau.[75]

Estos sitios se agregaron en 1953 y 1954 (no todos los sitios estuvieron en uso todo el tiempo). McRae (1998) contiene una lista completa: Arthog, Fairbourne, Llwyngwril, St Erth, Shepherds, Symonds Yat y Wargrave.)
Se realizaron cinco conversiones más en 1954, diez en 1956, cinco en 1957 y diez finalmente en 1958, completándose 60 en total. En 1956, la WR cambió su política de solo un coche por cada sitio, y comenzó a colocar varios coches en algunos lugares.
1960 fue un año de gran demanda para el WR, y sus coches bungalow se desplegaron de la siguiente manera (un coche por cada sitio a menos que se indique algo distinto):
- Inglaterra: Blue Anchor (2), Bourne End, Buckfastleigh, Cheddar, Congresbury, Dawlish Warren (8), Fowey, Gara Bridge (2), Loddiswell (2), Luxulyan, Marazion, Nancegollan, Perranwell, St Agnes (2), St Erth, St Ives (2), Shepherds, Shiplake, Stogumber, Tintern, Wargrave y Wells. [74]
- Gales: Aberayron (2), Aberdovey (3), Abererch, Arthog, Barmouth Junction, Borth, Carrog, Dolgelly, Dyffryn Ardudwy, Fairbourne, Ferryside, Glandyfi, Lavernock, Llanilar, Llanrhystyd Road, Llwyngwril, Manorbier, Penally, Saundersfoot, Sully y Talsarnau.[77]

Hubo otros emplazamientos utilizados durante algunos años que no están en las listas anteriores, como: Chudleigh, Falmouth, Henley-on-Thames, Limpley Stoke, Roche, St Columb Road, Symonds Yat y Yealmpton en Inglaterra y Tenby en Gales.
Todos los coches tenían 8 literas excepto tres de ellos: en 1964 dos coches en Fowey y otro en Perranwell eran conversiones de 6 literas procedentes del LSWR.
En 1963, la WR recibió 6 coches de vacaciones Pullman. Desplegó dos de ellos en Fowey, donde permanecieron solo una temporada antes de ser reemplazados y luego enviados a Marazion, donde se unieron a los otros cuatro coches Pullman que habían estado allí desde 1963.
La Región Oeste dejó de proporcionar coches de campamento al público después del final de la temporada de 1964. Se acordó un arreglo con la Asociación de Personal de la Región Occidental para continuar un servicio de coches de campamento utilizando la colonia de 9 coches ubicada en Dawlish Warren. Estos vehículos eran principalmente conversiones de 1957/58 y aún les quedaba algo de vida útil. Permanecieron en uso hasta 1980/81 y demostraron ser tan exitosos que serían reemplazados por nuevas conversiones entre 1981 y 1983, algunas de las cuales todavía se usaban en 1997. Siete de estas conversiones posteriores fueron principalmente caravanas de 8 literas, construidas a partir de antiguos coches restaurante/buffet del tipo BR Mark 1, aunque dos de ellas eran conversiones de 6 literas basadas en antiguos salones de ingenieros del LMS.
La Asociación de Personal de la Región Oeste también tomó el control de los seis coches Pullman situados en Marazion, donde la línea permaneció abierta a pesar de que la estación se cerró a pasajeros y mercancías en 1964 y 1965 respectivamente. Los coches estuvieron en uso hasta la década de 1970, antes de ser vendidos de forma privada en 1984.

## Córas Iompair Éireann
El Córas Iompair Éireann (CIÉ) tuvo ocho Coches Camping de Vacaciones en servicio entre 1959 y 1967,
siendo retirados a principios de 1968.

### Ubicaciones
En 1959 el CIÉ emplazó el primer lote de seis caravanas (HC1-HC6) en tres lugares: Dungarvan, Killarney y Carrick-on-Shannon. Aparentemente, la temporada fue exitosa y se convirtieron dos coches más para la temporada de 1960, que se enviaron a Tramore (HC7-HC8). Los dos ubicados en Carrick-on-Shannon se transfirieron a Galway.

## Autoridad de Transporte del Ulster
La Ulster Transport Authority (UTA) de Irlanda del Norte también tuvo en la década de 1960 dos coches bungalow en funcionamiento, ubicados en Ballycastle.

## Publicidad

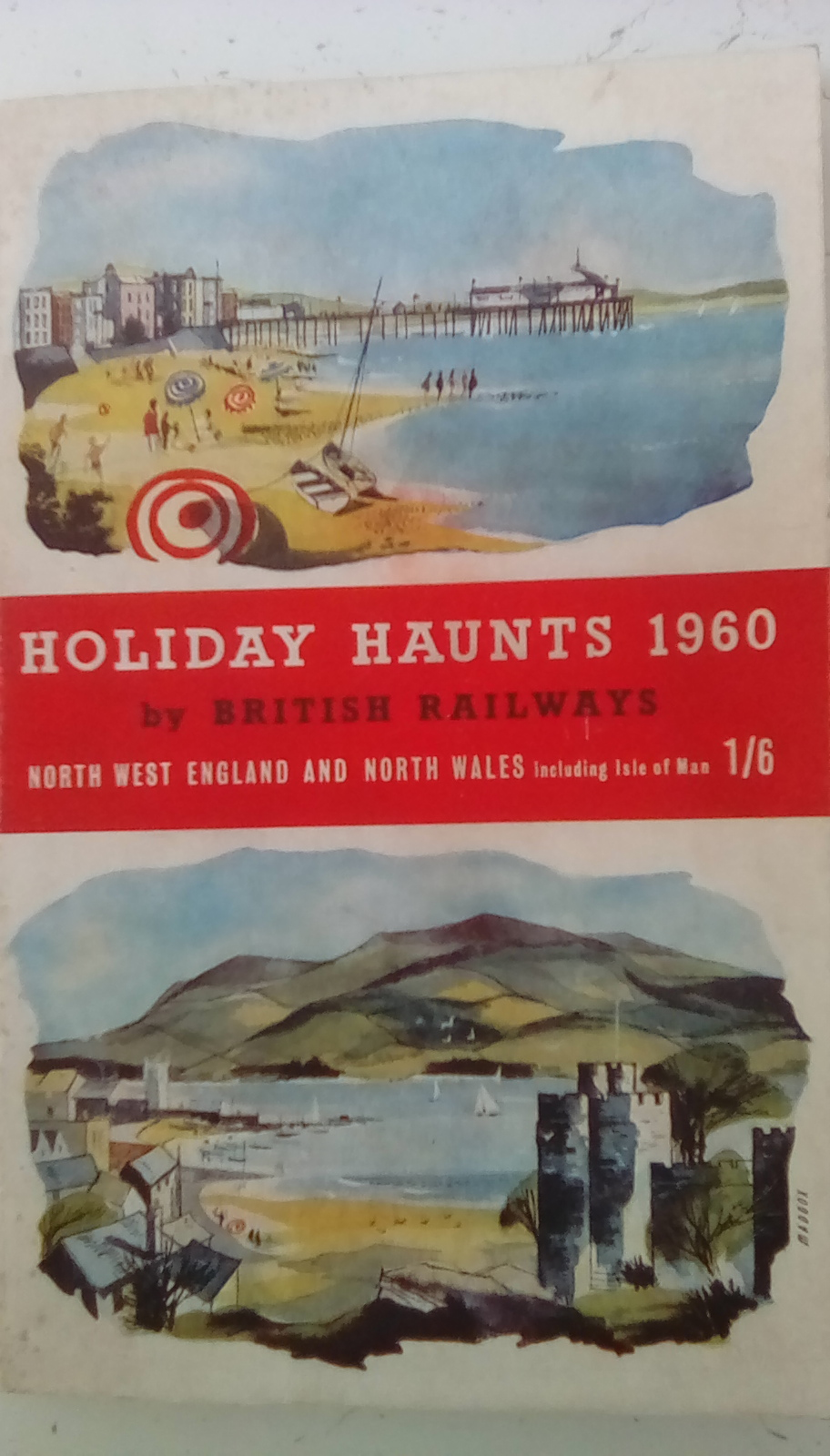
Lugares de vacaciones para 1960 en el Noroeste de Inglaterra y Gales (guía "Holiday Haunts" de British Railways)

Antes de la nacionalización, cada una de las compañías ferroviarias producía sus propios carteles, folletos y guías, cuyos ejemplos se pueden ver en algunas de las ilustraciones que acompañan el artículo. Después de la reintroducción de los coches bungalow en 1952, British Railways (BR) los dio a conocer de diversas formas, insertando espacios publicitarios en los horarios de trenes a disposición del público y en la "Guía de vacaciones" anual de BR ("Holiday Haunts" de 1958). Así mismo, se produjeron carteles llamativos y se colocaron en las estaciones. Se produjo un folleto nacional cada año desde mediados de la década de 1950 hasta 1966, momento en el que el servicio solo estaba disponible en las regiones del Ferrocarril de Londres, Midland y Escocés, que luego se sustituirían con simples hojas distribuidas a mano. En 1970, el único proveedor restante, la Región Londres Midland, realizó un esfuerzo publicitario final.

### Coches bungalow en los medios
Los coches de campamento se mostraron en películas promocionales como parte del esfuerzo publicitario:
- Camping Coach 1948 muestra detalles de un coche bungalow de la Región Sur en Devon.[83]
- Camping Coach 1953 muestra detalles de coche bungalow no identificado.[84]
- La serie documental de televisión Railway Roundabout (1957-1963) presentó algunos clips de coches de campamento, incluido un breve artículo sobre ellos en 1958.[85]

## Coches conservados

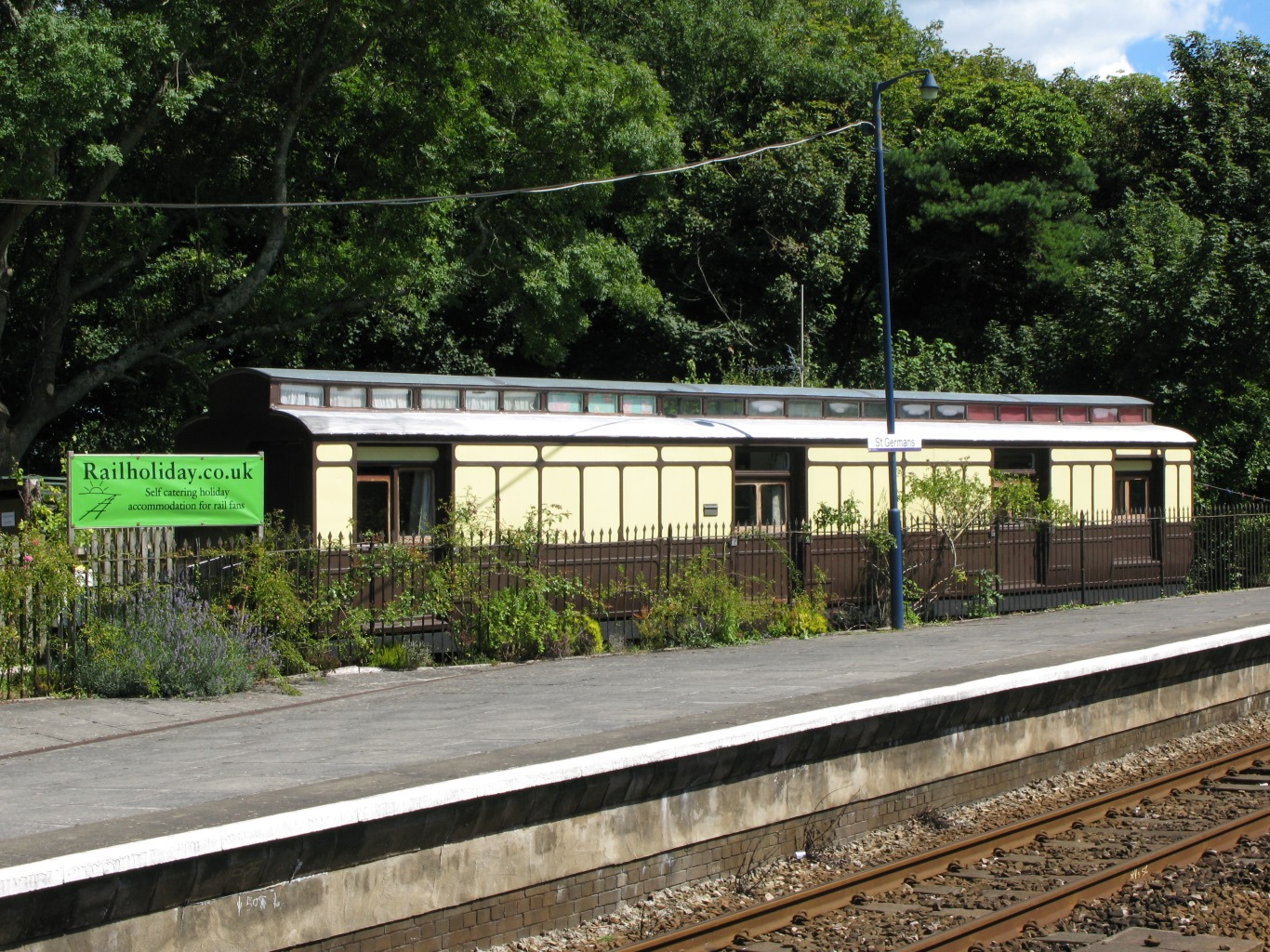
Una antigua Oficina Postal Móvil del GWR convertida en coche bungalow, en St Germans

Se han conservado varios coches bungalow, dos de los cuales se localizan en el Ferrocarril de Ravenglass y Eskdale, y todavía se pueden alquilar como coches bungalow (aunque en 2020 estaban en remodelación).

Varios ferrocarriles patrimoniales utilizaron antiguos coches bungalow  del BR para albergar a sus voluntarios, incluidos el Ferrocarril de Llangollen, el Ferrocarril Gloucestershire Warwickshire, el Ferrocarril del Sur de Devon, el Ferrocarril de Bodmin y Wenford y el Ferrocarril de Severn Valley.

## Equivalentes modernos

### Coches bungalow
La idea del coche bungalow ha resistido el paso del tiempo y existen algunos equivalentes modernos, como:
- Ámsterdam, Países Bajos, albergue Train Lodge.[89]
- Beaworthy, Devon.[90]
- Bere Ferrers, Devon.[91]
- Blue Anchor, Somerset.[92]
- Bridge of Dee, cerca de Castle Douglas, Dumfries y Galloway.[93]
- Revestimiento ferroviario de Brockford en Wilby Halt, Suffolk.[94]
- Bures, Suffolk.[95]
- Canterbury, Kent.[96]
- Ciudad del Cabo, Sudáfrica.[97]
- Cloughton, Yorkshire del Norte.[98]
- Coalport, Shropshire.[99]
- Dahn-Reichenbach, Alemania, coches reconvertidos.[100]
- Dawlish Warren, Devon.[101]
- Eardisley, Herefordshire.[102]
- Ebberston, Yorkshire del Norte.[103]
- Fairbanks, Alaska.[104]
- Frickingen, Alemania.[105]
- Glenfinnan, Tierras Altas.[106]
- Goathland, Yorkshire del Norte.[107]
- Heacham, Norfolk.[108]
- Hayle, Cornualles.[109]
- Hayling Island, Hampshire, dos entrenadores combinados y convertidos.[110]
- Horsebridge, Hampshire, coche reconvertido en una estación restaurada.[111]
- Levisham, Yorkshire del Norte.[112]
- Loch Awe, Argyll and Bute.[113]
- Merzen, Alemania.[114]
- Bahía Mossel, Cabo Occidental, Sudáfrica.[115]
- Northiam, autocar convertido, TOAD Brake Van & Ammunition Wagon ubicado en la estación K&ESR, Northiam, East Sussex.[116]
- The Patch, King's Lynn, Norfolk, un chalet con un coche de tren dentro.[117]
- Petworth, West Sussex.[118]
- Ravenglass, Cumbria.[86]
- Rogart, Tierras Altas.[119]
- Seabank, Selsey, West Sussex, dos autocares combinados y convertidos.[120]
- Skipwith, Yorkshire del Norte.[121]
- St Germans, Cornualles.[122]
- Estación de tren  Tatamagouche, Nova Scotia, Canadá, Train Station Inn & Railway Dining Car.[123]
- Ullock, cerca de Cockermouth, Cumbria.[124]
- Undara, Queensland, Australia.[125]
- Wilton, Somerset.[126]
- Wisbech St. Mary, Cambridgeshire.[127]
- Wolkenstein, Alemania.[128]